# Бьюкенен, Тэннер
Тэннер Бьюкенен (англ. Tanner Buchanan; род. 8 декабря 1998) — американский актёр, известный ролью Роби Кина в сериале «Кобра Кай» и главными ролями в нескольких фильмах.

## Биография
Тэннер Бьюкенен вырос в небольшом городке на Среднем Западе США, в штате Огайо, с населением около 10 тысяч человек. Тэннер впервые появился на экране в возрасте около 12 лет, в эпизодической роли в сериале «Американская семейка». В 2016 году он получил роль первого плана в сериале «Последний кандидат», где сыграл Лео Киркмана, сына главного героя, вымышленного президента США Тома Киркмана (актёр Кифер Сазерленд). В 2018 году Тэннер получил роль в сериале «Кобра Кай», ремейке культовой франшизы 80-х «Парень-Каратист». Он сыграл Роби Кина, импульсивного парня с криминальными наклонностями, чьи действия постоянно становятся яблоком раздора между двумя главными героями сериала: Джонни Лоуренсом (Уильям Забка) и Дэниэлом ЛаРуссо (Ральф Мачио). Первоначально сериал выходил на стриминговой платформе YouTube Premium, однако затем был приобретён платформой Netflix. В связи с высоким рейтингом и большой аудиторией сериала, в СМИ появились многочисленные интервью с Тэннером Бьюкененом и различные материалы как непосредственно о нём, так и об его персонаже.
Одновременно с работой в «Кобра Кай», Тэннер Бьюкенен сыграл главные роли в нескольких фильмах. В фильме «Соблазн» («Cruel Fixation», 2019) он сыграл Дилана, загадочного юношу, который с таинственными целями заводит дружбу с  замкнутым подростком, недавно потерявшим отца. В фильме «Макс Уинслоу и дом тайн» (2019) — одного из школьников, отобранного для участия в квесте в доме миллиардера-предпринимателя в сфере IT. В фильме «Это всё он» (2021), ремейке фильма «Это всё она» — подростка—неформала, сторонящегося людей, которого самая популярная девушка в школе пытается превратить в короля выпускного бала. Фильм «Это всё он», выдержанный в традициях семейно-молодёжной комедии, был в целом негативно встречен публикой, которая углядела в нём посягательство на комедию—оригинал «Это всё она», что привело к большому числу негативных комментариев.  Тем не менее, этот фильм вызвал новую волну материалов и интервью с актёром.
На данный момент в стадии производства находятся два фильма с участием Тэннера Бьюкенена. Однако, в своих интервью он неоднократно говорил, что больше всего хотел бы сыграть Робина, помощника Бэтмена в дуэте с Робертом Паттинсоном.

## Избранная фильмография
| Год  |   | Русское название        | Оригинальное название                | Роль               |
| ---- | - | ----------------------- | ------------------------------------ | ------------------ |
| 2009 | с | Американская семейка    | Modern Family                        | Эпизодическая роль |
| 2016 | с | Последний кандидат      | Designated Survivor                  | Лео Киркман        |
| 2018 | с | Кобра Кай               | Cobra Kai                            | Роби Кин           |
| 2019 | ф | Соблазн                 | Cruel Fixation                       | Дилан              |
| 2019 | ф | Макс Уинслоу и дом тайн | Max Winslow and the House of Secrets | Коннор Лоусон      |
| 2020 | ф | Шанс                    | Chance                               | Колтон             |
| 2020 | с | Шериф                   | Deputy                               | Брендан            |
| 2021 | ф | Это всё он              | He's All That                        | Кэмерон Квиллер    |